# 26168 Kanaikiyotaka
26168 Kanaikiyotaka (1995 WT8) là một tiểu hành tinh vành đai chính được phát hiện ngày 24 tháng 11 năm 1995 bởi T. Niijima ở Ojima.